# پاچه‌پلو
پاچه پلو نام یکی از غذاهای افغانستانی است که برای تهیه آن به برنج، پاچه ی پخته شده گاو یا گوسفند، نخود ، کشمش و زعفران نیاز است. این غذا در ایران نیز در شهرهای مختلفی با روش های متفاوتی پخت میشود.